# طب إنساني
الطب الإنساني أو الطب المرتكز على القيم هو حقل متعدد التخصصات في ممارسة الرعاية السريرية، والتي تهدف إلى معالجة مشاكل الرعاية الصحية المعاصرة. المبادئ الأساسية للطب الإنساني هو التواصل المفتوح والاحترام المتبادل والتواصل النفسي بين الأطباء ومرضاهم، ويسمى «محور العلاقة» أو رعاية «محور المريض» على النقيض من «محور القضية» أو رعاية «محور المرض».

## المشاكل التي تواجه الرعاية الصحية
مع تقدم التكنولوجيا الطبية الحديثة وأنظمة الرعاية الصحية فإن العديد من البلدان يواجهون صعوبات هائلة في الطلبات مثل توزيع الموارد وتوفير الرعاية الكافية بسبب العدد الكبير من المرضى المحتاجين. كما أصبحت أنظمة الرعاية الصحية هذه أكبر وأكثر بيروقراطية، من خلال تجربة التجريد من الإنسانية سواء من الممارسين أو لمرضى [بحاجة لمصدر] غالباً ما يعاني ممارسي الرعاية الصحية من ارتفاع في مستويات التوتر والإرهاق. يواجه الأطباء عدداً كبيراً من المرضى فلا يتم إعطاء المرض كل الاهتمام الذي يحتاجونه مما أدى إلى بحث المرضى عن العلاجات البديلة. ارتفاع تكاليف الخدمات الطبية والتكنولوجيا والأدوية أصبحت لا تطاق بالنسبة للعديد من المرضى. منع هؤلاء الأفراد من الحصول على الرعاية الصحية الكافية. وقد أظهرت الدراسات أن سوء العلاقات بين الطبيب والمريض يؤدي إلى قيام دعاوي قضائية لمقدمي خدمات الرعاية الصحية. وقد أصبحت هذه الدعاوي القضائية عبئاً كبيراً على العاملين في المجال الطبي وارتفعت من حيث العدد والتكلفة.

## فلسفة الطب الإنساني
إن جوهر الطب الإنساني هو «الشفاء الكلي» الذي يعرف بأنه علاج للروح وليس فقط للجسم. كذلك يأتي الطب الإنساني مكمل للتأهيل البدني عن طريق الإتصال مع المرضى من خلال التعاطف والصبر والرحمة. ذلك هو الاعتقاد الإنساني أن جزءاً من معاناة المرء ينبع خلال فترة المرض من خلال الشعور بالعزلة عن سائر البشر مع حالة ضعف. يمكن الشفاء الحقيقي بواسطة إعادة هذا الإتصال والذي يبدأ بإتخاذ المكان. بالأساس العلمي قد تم تحقيق لتكاملية الطب الإنساني ولكن درجة «تكاملية الطب الإنساني» تختلف عن النموذج النفسي الحيوي بأنها ليست واضحة بعد.

## الممارسة
ومن بين النهج المستخدمة على تشجيع ممارسة أكثر للطب الإنساني هي الطب السردي وتمكين المريض. الطب السردي هو وسيلة تثقيف الأطباء والممرضات وغيرهم من الجهات التي تستخدم سرد القصص (والإصغاء النشط) وهو مقدم للتأكيد على إنسانية المريض، وتمكين «الطبيب لممارسة مهنة الطب مع التعاطف، التفكير، الكفاءة المهنية، والجدارة بالثقة.»  تمكين المريض يسعى إلى خلق شراكة متكافئة بين الأطباء ومرضاهم. كل هذه الممارسات تؤكد على أهمية التجربة الإنسانية في ممارسة الطب، وتساعد على ضمان إنسانية المريض بأن لا تحجب في مستنقع نتائج المختبر ومخططات المريض ولوائح التأمين. الطب الإنساني يسعى إلى خلق رعاية مثالية ومتوازنة لا مبتكرات العلم والفن اللطيف الذي يضحي لخلق رعاية هذه العلاقة. وقد بدأت المدارس المهنية الصحية المختلفة في جميع أنحاء الولايات المتحدة لدمج التعليم الطبي الإنساني في مناهجها الدراسية في محاولة لتعويض ما يرى البعض بشكل مبالغ في التركيز على التكنولوجيا الطبية على حساب رعاية المرضى.

## النقد
على نطاق واسع لم يتم القبول أن «الطب الإنساني» يشير إلى اعتقاد أو مجموعة من الممارسات والتي تختلف اختلافاً كبيراً عن رعاية النموذج النفسي الحيوي. وفضلاً عن ذلك، فإن العديد من المصطلحات المستخدمة من قبل أنصارها مثل «الروح» و «الروحي» «الإنسانية في الطب». لم يتم تعريفها بشكل جيد ولا استكشافها على وجه التحديد بشكل تجريبي بقدر ما تساهم هذه النهج في تحقيق الرفاه للمريض تتجاوز تلك التي يستخدمها النموذج النفسي الحيوي.

## وصلات خارجية
- تعاونية bravewell
- برنامج طب سردي في جامعة كولومبيا|برنامج الطب السردي في جامعة كولومبيا
- أدب وفن وقاعدة بيان طب |الأدب والفنون وقاعدة بيانات الطب
- مؤسسة الذهب لـ Arnold P الإنسانية في الطب نسخة محفوظة 10 سبتمبر 2013 على موقع واي باك مشين.